# Feira do Livro de Criciúma
A Feira do Livro de Criciúma é um evento anual que acontece no município de Criciúma no mês de agosto. Oferece milhares de livros com preços reduzidos, como forma de estímulo à leitura.
Organizado pelo Centro Cultural Jorge Zanatta e com assistência da Academia Criciumense de Letras e do Centro de Atendimento à Literatura e Língua Portuguesa. A feira ocorre no mês de agosto na Praça Nereu Ramos, Centro do município, onde são apresentadas, divulgadas e vendidas as mais diversas obras literárias, com duração de uma semana.
No decorrer do evento há diversos palestrantes, sessão de autógrafos dos escritores locais, show de corais, exposição de pinturas e apresentações de teatro.